# Gaià
Gayá, là một đô thị trong comarca Bages, tỉnh Barcelona, Catalonia, Tây Ban Nha.

Vị trí của Gayá